# ريتشارد هالسي بست
ريتشارد هالسي بست (بالإنجليزية: Richard Halsey Best)‏ هو طيار أمريكي، ولد في 24 مارس 1910 في بايون (نيوجيرسي) في الولايات المتحدة، وتوفي في 28 أكتوبر 2001 في سانتا مونيكا في الولايات المتحدة.